# 三都村 (香川県)
三都村（みとそん）は、香川県小豆郡にあった村。

## 歴史
- 1890年2月15日 - 町村制施行に伴い、小豆郡吉野村、神浦村、蒲野村が合併し、三都村となる。
- 1935年7月3日 - 沖合で大阪商船の大阪-別府航路定期船「緑丸」が沈没。村民総出で救助活動を行う[2]。
- 1954年10月1日 - 池田町・二生村と新設合併し、池田町が改めて発足。同日付で三都村を廃止。